# Willa Zaleskich w Sanoku
Willa rodziny Zaleskich w Sanoku – willa położona przy placu św. Jana 1 w Sanoku.

## Budynek

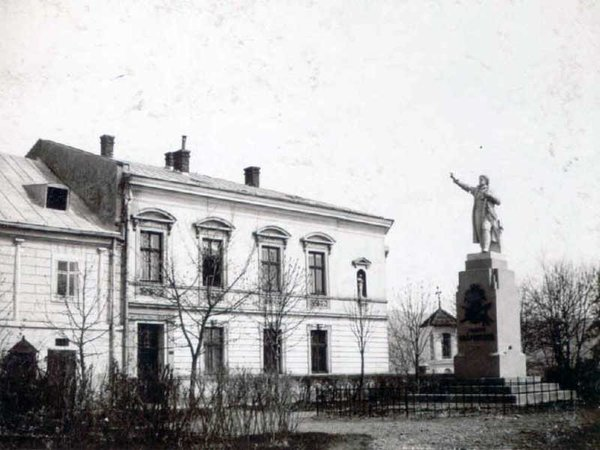
Willa Zaleskich i nieistniejący już pomnik Tadeusza Kościuszki (stan z 1933)

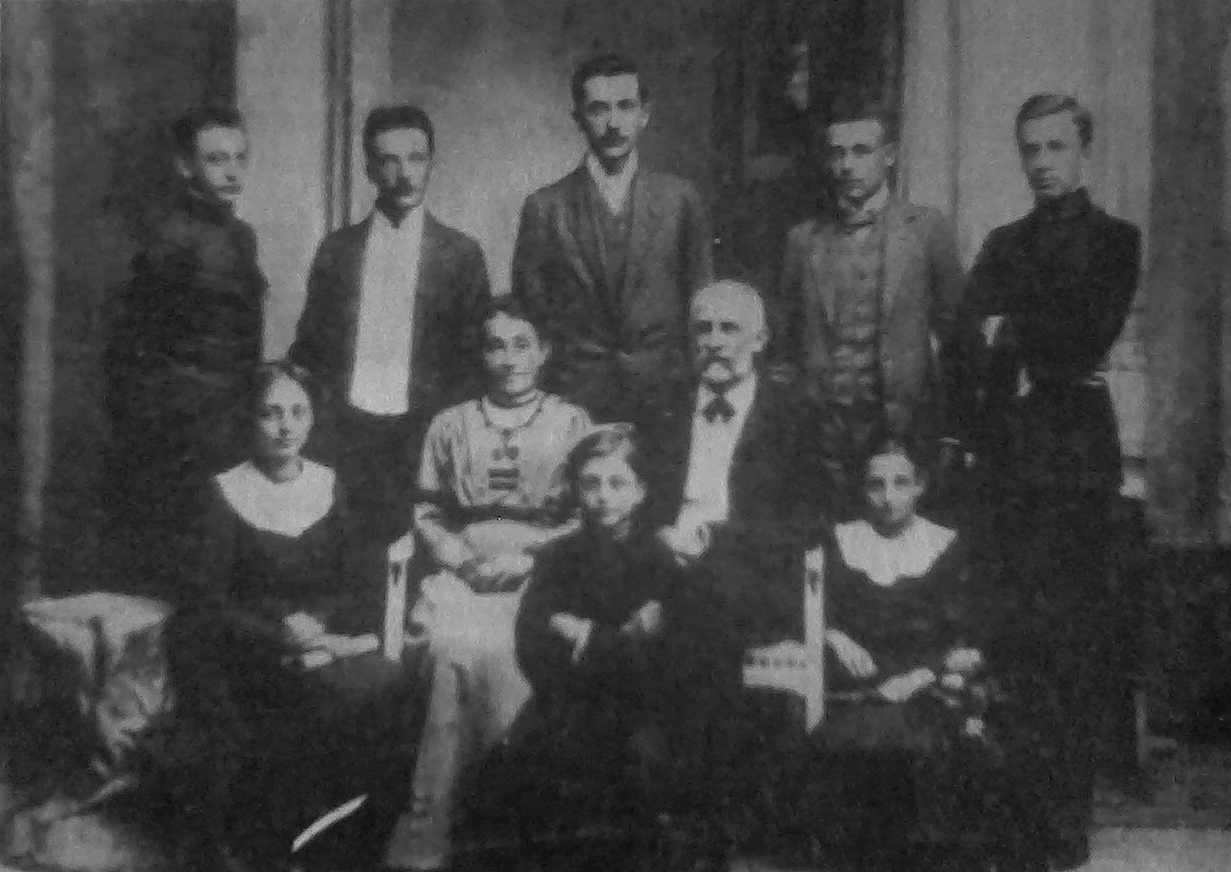
Rodzina Zaleskich (ok. 1906-1912)

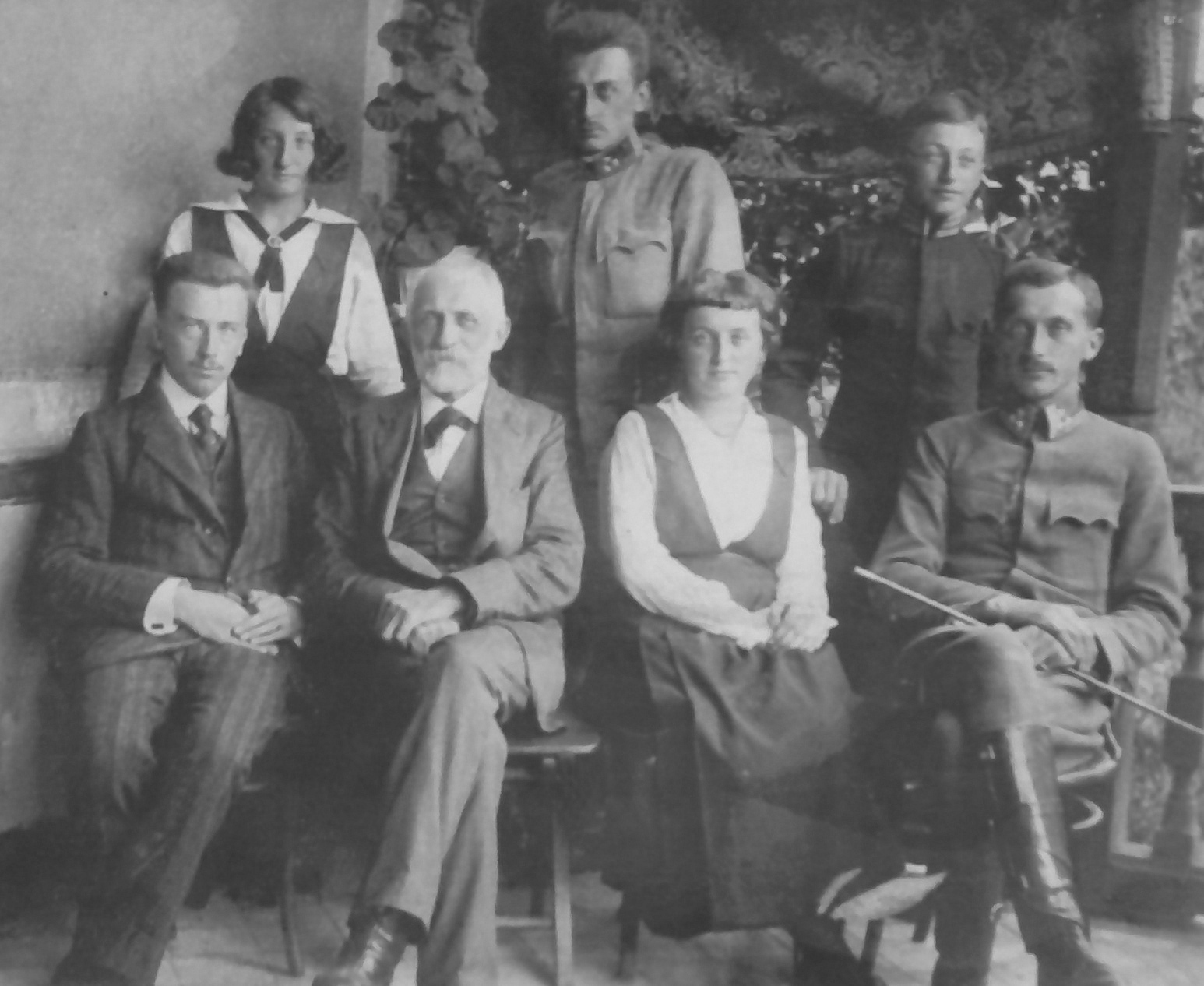
Rodzina Zaleskich (ok. 1912-1918)

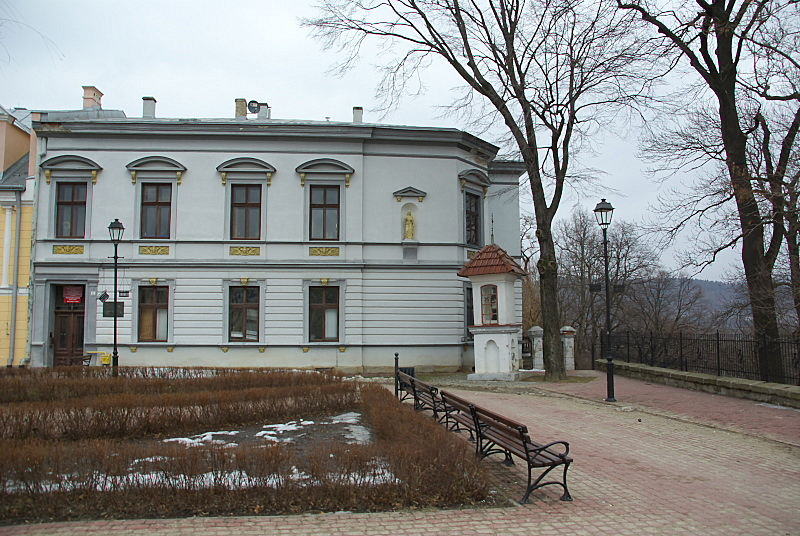
Północna elewacja budynku, widok placu św. Jana

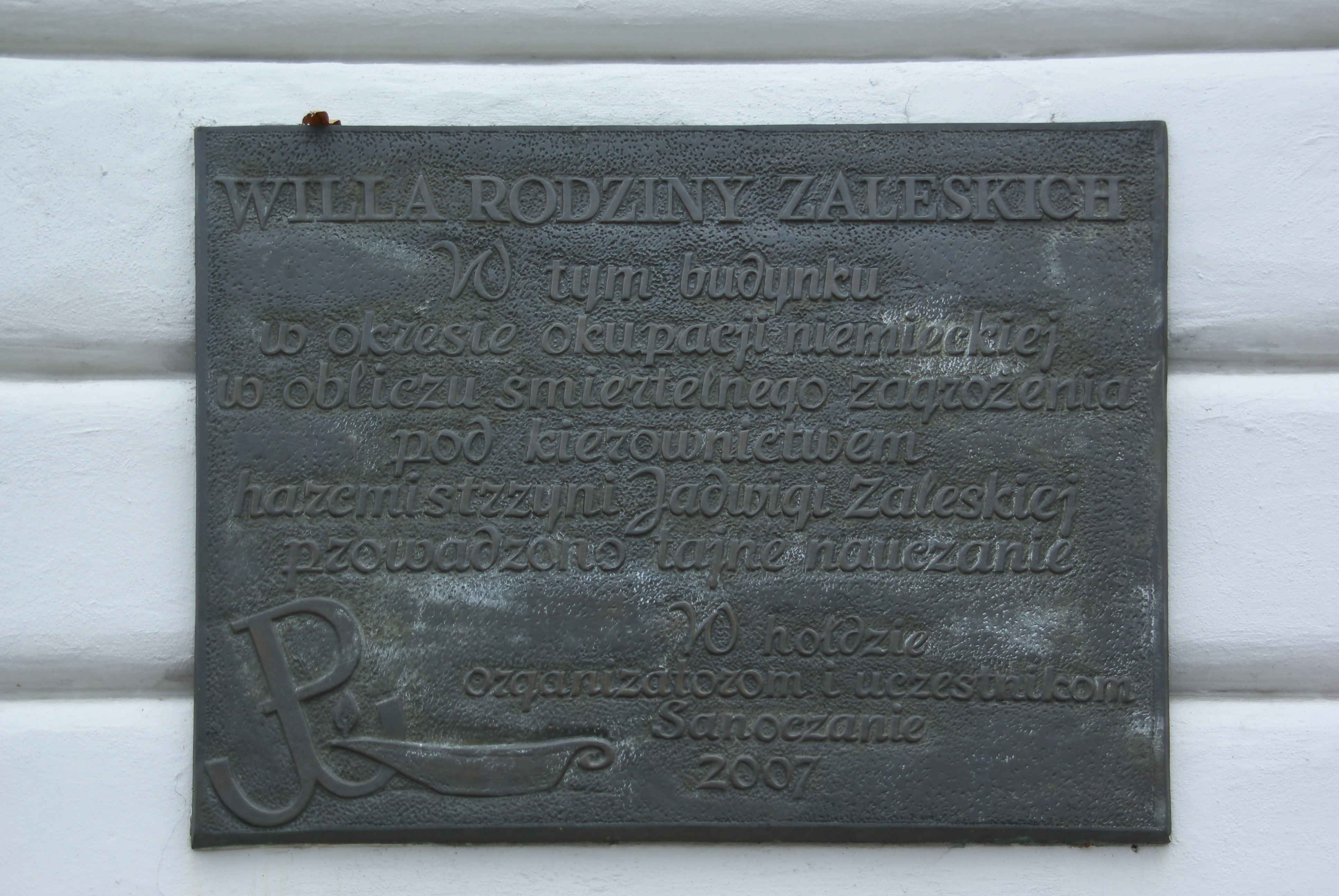
Tablica pamiątkowa na fasadzie budynku upamiętniająca tajne nauczanie prowadzone przez Jadwigę Zaleską podczas okupacji niemieckiej 1939-1945

Wraz z budynkiem dawnego Zajazdu przy ul. Zamkowej 2 stanowi północną pierzeję placu św. Jana. Od strony południowej biegną Schody Zamkowe.
Projekt budynku wykonał w 1894 architekt miejski, inż. Władysław Beksiński (drugim projektantem był Wilhelm Szomek). Willa została wybudowana latach 1896–1910. Według innej wersji w styczniu 1895 informowano w prasie o poświęceniu nowego domu dr. Karola Zaleskiego. Karol Zaleski miał zamiar, aby rodowa siedziba nawiązywała architektonicznie do pałaców weneckich.
Willa zwana zyskała także przydomek „Sokole Gniazdo” z uwagi na umiejscowienie tuż nad 40-metrową skarpą. Cechą charakterystyczną jest dwukondygnacyjna, drewniana loggia z widokiem na rzekę San i Góry Słonne. Na fasadzie od strony placu we wnęce znajduje się figura Chrystusa (z berłem w lewej ręce, prawa dłoń nie istnieje). Nad oknami umiejscowione zdobienia.
Pierwotnie budynek figurował pod numerem konskrypcyjnym 4, a potem pod adresem ul. plac św. Jana 1. Przed 1931 właścicielką nieruchomości została córka Karola Zaleskiego, Maria Hanus.
Po wybuchu II wojny światowej w okresie okupacji niemieckiej do budynku pod przemianowanym adresem św. Jana Platz 1 byli przypisani: Hans Steiniger, Ludwik Świeżawski (właściciel dóbr).
Współwłaścicielem budynku został Jerzy Gościński, prawnuk Karola Zaleskiego (śpiewak, aktor, pedagog i reżyser, solista Operetki Śląskiej i Gliwickiego Teatru Muzycznego). W 1996 podjęto remont budynku. W budynku do końca 2012 swoją siedzibą miał Związek Kombatantów Rzeczypospolitej Polskiej i byłych więźniów politycznych im. 2 Pułku Strzelców Podhalańskich w Sanoku oraz oddział powiatowy Związku Weteranów i Rezerwistów Wojska Polskiego i Związek Żołnierzy LWP. W budynku mieści się także galeria malarska Zdzisława Twardowskiego. Poza tym zamieszkują go osoby prywatne.
Wynikiem działań Komisji Opieki nad Zabytkami, powstałej przy oddziale PTTK w Sanoku, w 1978 umieszczono na fasadzie budynku tablicę informującą o zabytkowym charakterze obiektu (w późniejszym czasie zniknęła). Budynek został wpisany do gminnego rejestru zabytków miasta Sanoka, opublikowanego w 2015.

## Rodzina Zaleskich
Rodzina Zaleskich pierwotnie pochodziła z miejscowości Mikuliczyn nad Prutem (obecnie wieś na Ukrainie). Kolejny przedstawiciel rodu, Karol Zaleski (1856–1941) studiował na Wydziale Wszechnauk Lekarskich Uniwersytetu Jagiellońskiego, który ukończył w 1884 otrzymując tytuł wszechnauk lekarskich. Jeszcze podczas studiów odwiedził Sanok i stojąc na placu św. Jana pomyślał, że mógłby tam osiąść i żyć (w tym czasie na placu istniała kapliczka św. Jana Nepomucena oraz niewielki domek). Później, wybierając miejsce swojej pracy wybrał Sanok, przybywając do miasta w 1886. Przed przyjazdem ożenił się z Wilhelminą Leixer (1859–1912). W ulubionym przed laty miejscu doktor postawił dom. Małżeństwo miało dziewięcioro dzieci (sześciu synów i trzy córki). Byli to kolejno Tadeusz (ur. 1887), Juliusz (ur. 1889), Karol (ur. 1890), Zygmunt (ur. 1893), Władysław (ur. 1894), Maria (ur. 1896), Jakub (ur. 1899), Jadwiga (ur. 1900) i Zofia Ludwika (1903-1906, zmarła w dzieciństwie).
Dr Karol Zaleski prowadził praktykę lekarską oraz pełnił funkcję lekarza więziennego i rzeczoznawcy Sądu Okręgowego. Później objął stanowisko lekarza kontraktowego w c.k. jednostce wojskowej w Olchowcach. W czasie I wojny światowej działał jako lekarz choleryczny i pracował jako jedyny lekarz dla ludności. W latach 1919–1939 pełnił funkcję lekarza miejskiego. Ponadto uczył higieny w szkołach, propagował zdrowy tryb życia, trzeźwość (w tym celu założył Towarzystow „Eleutria”). Działał w ramach TG Sokół w Sanoku (w 1896 był prezesem), w Towarzystwie Upiększania Miasta Sanoka 1904-1914. W 1902 przewodził uroczystościom odsłonięcia Pomnika Tadeusza Kościuszki na placu św. Jana, tuż obok swojej willi.
Jego potomstwo także przysłużyło się miastu, uzyskując również wyższe wykształcenie oraz zostając patriotami i prawymi ludźmi. Oprócz Marii wszystkie dzieci lekarza ukończyły Gimnazjum Męskie im. Królowej Zofii w Sanoku. Władysław i Zygmunt uczestniczyli w wojnie polsko-bolszewickiej. Syn Juliusz był oficerem wojskowym, z wykształcenia historykiem i krytykiem literatury. W 1918 współorganizował wojsko w powiecie. Synowie walczyli w I wojnie światowej; Tadeusz i Karol Zaleski, zostali zesłani w głąb Rosji, zostali żołnierzami 5 Dywizji Syberyjska, pierwszy z nich jako lekarz z tytułem doktora zmarł w 1920 w Krasnojarsku wszczepiając sobie próbnie szczepionkę przeciw tyfusowi, drugi został tam działaczem harcerskim, po czym po sześciu latach w 1920 powrócił do rodzinnego domu, po wojnie był profesorem fitopatologiem. Władysław Zaleski (1894–1982) w 1913 był w składzie polskiej delegacji skautowej na zlot w Anglii (Birmingham). W 1918 jako były oficer c. i k. armii i podporucznik kierował Pogotowiem Młodzieży, które przyczyniło się następnie do organizacji pierwszych polowych oddziałów wojskowych. Następnie pracował jako pułkownik dyplomowany, dyplomata, w 1974 został powołany na prezesa Najwyższej Izby Kontroli na Uchodźstwie (po śmierci generała Stanisława Kuniczaka) i kierował izbą przez cztery lata. Córka Jadwiga Zaleska (1900–1993), ukończyła polonistykę i romanistykę, zaś specjalizowała się w nauce wychowania fizycznego zostając nauczycielką w tej dziedzinie. Członkini Towarzystwa Gimnastycznego „Sokół”. Pracowała w różnych placówkach, zaś po kampanii wrześniowej 1939 powróciła pieszo do Sanoka z Torunia. Po wybuchu II wojny światowej podczas okupacji niemieckiej 1939–1945 jako harcmistrzyni prowadziła tajne nauczanie w budynku domu, wykorzystując fakt, że w jego pomieszczeniach funkcjonował Schulamt, niemiecki urząd szkolny. Ponadto w 1941, gdy zaistniało niebezpieczeństwo zburzenia pomnika Tadeusza Kościuszki przez okupanta niemieckiego, próbowała bezskutecznie przeszkodzić temu (dwa miesiące wcześniej, 20 lutego, zmarł Karol Zaleski, któremu pierwotnie władze okupacyjne obiecały pozostawienie go w stanie nienaruszonym). Ostatecznie pomnik zburzono, a Jadwigę dotknęły represje (została zwolniona ze stanowiska nauczycielki w Szkole Handlowej i musiała czasowo opuścić miasto, zaś jej młodociany siostrzeniec Julian Hanus został wywieziony do Auschwitz-Birkenau, gdzie zmarł). W okresie wojny w budynku miało siedzibę biuro niemieckiego radcy szkolnego, a ponadto w pomieszczeniach kamienicy Niemcy zgromadzili objęte konfiskatą polskie podręczniki i książki. W 1940 zarówno Juliusz, jak i Jakub Zalescy zostali ofiarami zbrodni katyńskiej. Zygmunt do 1952 był adwokatem z tytułem doktora praw. Córka Maria, po mężu Hanus, ukończyła Instytut im. Baranieckiego w Krakowie, była działaczką społeczną, m.in. w Lidze Kobiet.
Obecnie na terenie Sanoka w dzielnicy Dąbrówka znajduje się ulica Karola Zaleskiego.
Do śmierci w 1914 w domu na pierwszym piętrze zamieszkiwał także Antoni Gołkowski z żoną i synem, weteran powstania styczniowego i profesor sanockiego gimnazjum.

## Rodzina Vetulanich
W budynku zamieszkiwała także rodzina Vetulani: Roman Vetulani (1849–1908, profesor w Gimnazjum Męskim im. Królowej Zofii), jego druga żona Elżbieta z Kunachowiczów i ich potomstwo: synowie Kazimierz (ur. 1889, z pierwszego małżeństwa Romana z Matyldą Pisz), późniejszy profesor Uniwersytetu Lwowskiego, rozstrzelany w czasie II wojny światowej przez Niemców, Zygmunt (ur. 1894, ekonomista i konsul generalny RP w Królewcu, Bagdadzie, Wiedniu, Stambule, Bukareszcie i Rio de Janeiro), Tadeusz (ur. 1897, profesor w zakresie szczegółowej hodowli zwierząt Uniwersytetu Wileńskiego i Uniwersytetu Poznańskiego, zwany „ojcem konika polskiego”), Adam (ur. 1901, kanonista, historyk prawa średniowiecznego i profesor Uniwersytetu Jagiellońskiego) oraz córki Maria (urzędniczka bankowa) i Elżbieta (zmarła w 1921 na gruźlicę w wieku kilkunastu lat).

## Upamiętnienie
24 sierpnia 1996 (w dniu pogrzebu w Sanoku jego syna Władysława) w willi Zaleskich została odsłonięta tymczasowa tablica upamiętniająca Karola Zaleskiego.
Na elewacji znajduje się tablica ustanowiona w 2007, upamiętniająca tajne nauczanie prowadzone w budynku przez harcmistrzynię Jadwigę Zaleską podczas okupacji niemieckiej 1939–1945 (inicjatorką jej umieszczenia była Anna Taworska-Strzelecka).
Tuż przy willi na placu św. Jana stoi kapliczka św. Jana Nepomucena z końca XVIII wieku, co do której przyjmuje się, iż została ufundowana w 1810 przez Franciszka Ksawerego Krasickiego, jako votum, za ocalenie życia podczas salwowania się ucieczką konno, stromym zboczem do Sanu, po nieudanej, ostatniej obronie zamku sanockiego przed Austriakami, w czerwcu 1809. Ma ok. 5,5 m wysokości, wewnątrz znajduje się figura św. Jana Nepomucena, została odremontowana w 2004 dzięki staraniom Jerzego Wielgosza.

## Kultura masowa
Główny bohater powieści Złoty Wilk (2009) Bartłomieja Rychtera zamieszkuje w Willi Zaleskich. W fabule książki pojawia się dr Karol Zaleski, a ponadto burmistrzowie Sanoka: Cyryl Jaksa Ładyżyński i Feliks Giela.